# Howard L. Morgan
Howard L. Morgan   (Nova York, 14 de novembre de 1945) és un capitalista de risc, filantrop, inversor àngel, autor nord-americà i col·laborador de  Business Insider. També exerceix com a president, CEO, director, membre de la junta o assessor d'una varietat d'empreses, inclòs B Cap Group, Arca Group, Idealab i Math for America. Ha estat inclòs a la llista de Forbes Llista d'executius i directors de 2009, va ocupar el lloc número 12 a la llista dels 30 capitalistes de risc més respectats de CouldAve el 2011 i núm. 1 a Filadèlfia.

## Primers anys
Howard Morgan va assistir al City College de la Universitat de la Ciutat de Nova York en 1965, on va obtenir una Llicenciatura en Ciències a física. Després va rebre un Ph.D. en investigació d'operacions de la Universitat de Cornell en 1968. Morgan també va rebre un honorari Maestria en Arts en 1974 de la Universitat de Pennsilvània.

## Carrera

### Carrera acadèmica (1968-1985)
Després d'obtenir el Ph.D. de la Universitat de Cornell, a Morgan se li va atorgar un lloc de professor al seu Departament de Ciències de la Computació el setembre de 1968. Va continuar treballant com a professor de Ciències de la Decisió a l'Escola Wharton de la Universitat de Pennsilvània i també com a professor de Ciències de la Computació al Moore School a la Universitat de Pennsilvània. Durant la seva carrera acadèmica, Morgan també es va exercir com a editor de Comunicacions de l'ACM, Ciències de l'administració, Transaccions en sistemes d'informació d'oficina i Transaccions en sistemes de bases de dades. La seva recerca sobre la tecnologia de la interfície d'usuari i l'optimització de les xarxes informàtiques el va portar a portar ARPAnet a Filadèlfia el 1974. Com a resultat d'aquesta participació primerenca a Internet, va assessorar moltes agències corporatives i governamentals sobre els usos de correu electrònic i de veu, implementant-ho a tota l'Escola Wharton a mitjan dècada de 1970. Morgan va continuar treballant com a professor des de 1972 fins a 1985.

### Emprenedoria
La decisió de Howard Morgan de passar del capital de classe al corporatiu es va basar en les expansions tecnològiques de la dècada de 1980. El sector privat de l'època va veure petites empreses emergents com a Microsoft fer milers de milions i el potencial per a altres revolucions a la indústria era igual de possible.
En 1982 va ser un dels membres originals de l'equip a Renaissance Technologies Corp., fundada per James Simons. I del 1983 al 1989 es va exercir com a president on va supervisar les inversions de capital de risc en empreses d'alta tecnologia. També va ser membre fundador de la junta i assessor tècnic de Franklin Electronic Publishers, un dels primers fabricants d'ordinadors personals, abans de la venda. Ha estat un consultor actiu i orador per a usuaris i proveïdors a l'àrea de sistemes d'informació durant més de 30 anys, i ha treballat amb moltes de les companyies Fortune 100 i nombroses agències governamentals.

### Autoria
Després de treballar amb l'Association for Computing Machinery, va ser publicat contínuament en diverses de les seves publicacions des de mitjan dècada de 1970 fins a principis de la de 1980. L'avís del seu treball en les primeres etapes d'Internet va portar Morgan començar a escriure diversos dels seus propis llibres sobre el tema. Des de principis de la dècada de 1970 fins ara, ha publicat molts llibres que van des d'informàtica, inversió empresarial i màrqueting.
Llibres
- Morgan, Howard. ASAP to REL: Bases de dades relacionals eficients a partir d'arxius molt grans.  Centre d'Informació Tècnica de Defensa, 1975.
- Morgan, Howard. WAND Demonstration.  Centre d'Informació Tècnica de Defensa, 1976.
- Morgan, Howard. MDM: incorporació de la dimensió temporal en els sistemes d'informació.  University of Pennsylvania, 1982.
- Morgan, Howard. 1982 National Computer Conference.  AFIPS Press, 1982. ISBN 0-88283-035-X.
- Lodish, Leonard; Morgan, Howard. Marketing empresarial: Lliçons del curs pioner de MBA de Wharton.  John Wiley & Sons, 2001.
- Lodish, Leonard; Morgan, Howard. Màrqueting que funciona: com el màrqueting empresarial pot afegir valor sostenible a empreses de qualsevol mida.  Wharton School Publicació, 2009. ISBN 978-0-13-702133-8.

### Capital de risc
Des del 1989, ha estat president d'Arca Group, Inc., una empresa de consultoria i gestió d'inversions de capital de risc especialitzada a l'àrea de tecnologies informàtiques i de comunicacions. Arca Group fomenta empreses i les ha portat des de l'etapa inicial fins a les ofertes públiques inicials, inclosa MetaCreations Corporation (ara Viewpoint Corporation), una empresa de programari de gràfics per ordinador, Infonautics Corporation (ara Tucows), que proporciona productes i serveis de cerca a Internet i MyPoints.com, Inc. (ara part d'United AirLines New ventures), el líder proveïdor de correu electrònic directe.
Ha estat involucrat en més de tres dotzenes de noves empreses i va ser un inversor principal en la formació de Bill Gross Idealab, una incubadora basada en Pasadena. empreses d'internet. Idealab també va fundar Marques dInternet, que opera molts llocs web de mitjans i comerç electrònic. Howard Morgan es va exercir com a membre de la junta directiva d'Internet Brands fins que Hellman & Friedman va adquirir la companyia de mitjans el desembre de 2010 per $640 milions.
El 2004, Morgan es va associar amb Josh Kopelman per formar la signatura de capital de risc, First Round Capital, i després va afegir Chris Fralic i Rob Hayes com a socis. El grup es va especialitzar en proporcionar fons inicials a empreses de tecnologia. S'informa que l'empresa amb seu a Filadèlfia proporciona etapa inicial inversions que han oscil·lat entre $250 000 i $500 000. El 2022, B Capital va recaptar $250 milions per formar el Fons Ascent per invertir en noves empreses en etapa inicial.
Morgan va ocupar el lloc número 12 a la llista dels 30 capitalistes de risc més respectats del 2011.

### Filantropia
Després de rebre el premi Empresari de l'Any el 1997, Howard Morgan i la seva esposa Eleanor van decidir establir la Fundació Eleanor i Howard Morgan. Des de llavors, la seva fundació ha fet moltes contribucions a una gran quantitat d'altres organitzacions benèfiques, incloses, entre d'altres, la Chabad on Campus International Foundation, Math for America, Cold Spring Harbor Laboratory, l'estació de ràdio pública WNYC i molts més al llarg dels anys. També van ajudar a finançar el programa de televisió de 90 minuts el 2002 titulat 'Nova York a la cançó' que presentava grans cançons i cançons fosques sobre Nova York per recaptar fons per proporcionar beques universitàries als fills de les víctimes del 9 / 11 atacs terroristes. El 2022, Morgan va atorgar fons a la Universitat de Cornell per a dues càtedres Eleanor i Howard Morgan. El 2022, Morgan va ser nomenat president de la Fundació Mabel Mercer.

## Família
Howard Morgan està casat amb Eleanor Morgan, dissenyadora d'interiors a Villanova i Nova York. Tenen tres filles, Kimberly, Elizabeth i Danielle.